# Jesperhus

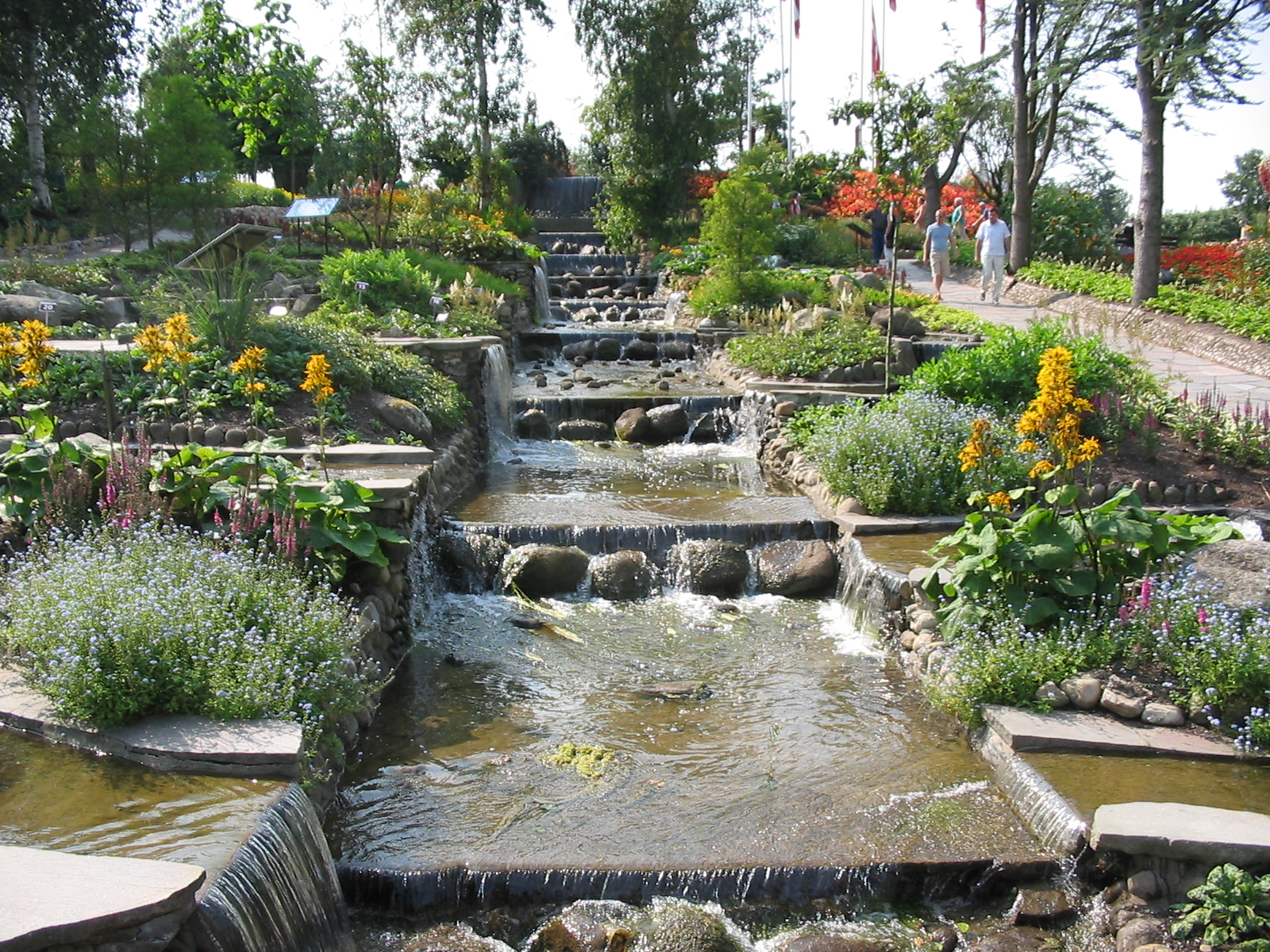
najdłuższy „wodospad” Danii

Jesperhus – największy park botaniczno-zoologiczny północnej Europy.
Położony jest w Danii na wyspie Mors w cieśninie Limfjord (gmina Morsø w pobliżu miasta Nykøbing Mors).
Park otworzono w 1966 roku. Już pierwszego roku odwiedziło go ponad 20 000 gości. Początkowo powierzchnia parku wynosiła 3 hektary; obecnie 7 hektarów.
Jesperhus podzielony jest na trzy strefy:
|  | 1. Część botaniczna z kwiatami letnimi, ziołami i kaktusami. Część roślin tworzy żywe pomniki, np. postaci z baśni Hansa Christiana Andersena. Przez ten obszar przepływa najdłuższy wodospad w Danii.        |
|  | 2. Część zoologiczna, "dżungla" utworzona przez połączenie olbrzymich szklarni. Są one schronieniem dla kilkuset gatunków motyli, ponadto mieści się tu terrarium z wężami, krokodylami i innymi zwierzętami. |
|  | 3. Wesołe miasteczko z takimi atrakcjami, jak wyspa piratów, karuzele, teatrzyk kukiełek, przejażdzki na kucykach.                                                                                            |